# Dendrobium kurashigei
Dendrobium kurashigei là một loài thực vật có hoa trong họ Lan. Loài này được T.Yukawa mô tả khoa học đầu tiên năm 1998.